# Austrotyphlops ganei
Austrotyphlops ganei là một loài rắn trong họ Typhlopidae. Loài này được Aplin miêu tả khoa học đầu tiên năm 1998.